# Engelbert Kolland
Engelbert Kolland (ur. 21 września 1827 w Ramsau; zm. 10 lipca 1860 w Damaszku) – austriacki franciszkanin, misjonarz, męczennik, święty Kościoła katolickiego.

## Życiorys
Urodził się w wielodzietnej rodzinie. Gdy poczuł powołanie do życia zakonnego, wstąpił do seminarium. Mając 23 lata w 1850 roku wstąpił do zakonu Braci Mniejszych, a w 1855 roku przybył do Jerozolimy. Został zamordowany 10 lipca 1860 roku. Został beatyfikowany przez papieża Piusa XI w dniu 10 października 1926 roku. 20 października 2024 został kanonizowany przez papieża Franciszka